# Serra de la Canya (Montmajor)
|  | Per veure l'article sobre la serra del mateix nom del Ripollès aneu a Serra de la Canya |

La Serra de la Canya és una serra situada entre els municipis de Montmajor (Berguedà) i Navès (Solsonès), amb una elevació màxima de 896,1 metres.